# Azulejo (cómic)
Azulejo (Sally Avril) (en inglés: Bluebird) es un personaje ficticio que aparece en los cómics estadounidenses publicados por Marvel Comics. Ella generalmente se representa como un personaje de apoyo en la serie de Spider-Man.

## Historial de publicaciones
Creada por Stan Lee y Steve Ditko, Sally Avril apareció por primera vez en Amazing Fantasy # 15 (1962). Sally era un miembro menor del séquito de Flash Thompson, apareciendo en un solo problema durante la Edad de Plata. Su carrera de "Bluebird" fue creada por Busiek (guiones) y Olliffe (lápices) en 1996.

## Biografía
Sally Avril era una compañera de estudio de Peter Parker en Midtown High que lo rechazó por una cita, prefiriendo al más guapo y musculoso Flash Thompson.
Treinta años más tarde, escribiendo para Untold Tales of Spider-Man, Kurt Busiek resucitó a la morena de una sola nota de la oscuridad y le dio un trasfondo. Era una chica ambiciosa y amante de las emociones que llevaba cintas azules en gimnasia. Con su compañero popular Jason Ionello, intentó sacar provecho de un concurso de Daily Bugle que ofrece mil dólares a un lector que trajo fotos de Spider-Man. A pesar de que su misión era un fracaso, a Sally le encantaron las emociones y se enamoró del trepamuros cuando tocó su mejilla justo antes de dejarla a ella y a Jason con una advertencia para que se diera por vencido.
Sally y Jason volvieron a seguir a Spidey, quien estaba (involuntariamente) trabajando para Electro. El flash de la cámara de Sally despertó a Spidey de su estado hipnótico, y una patada bien colocada por la atlética joven Sally tomó a Electro por sorpresa el tiempo suficiente para que Spidey reajustara su máscara -que Electro se había estado preparando para eliminar- y lo derrotara. Spider-Man posó para un disparo con un éxtasis Sally y Jason que corrió el Bugle.
Repleto de júbilo, Sally trató de obtener un concierto permanente en el Clarín, pero se enteró de que el trabajo del fotógrafo estaba lleno: por Peter Parker. Peter admitió esto, pero le pidió que no le dijera a sus compañeros Midtowners. Sally se puso un excéntrico traje azul y blanco y decidió, con sus habilidades aeróbicas, convertirse en una superheroína. Le pidió a Peter que tomara algunas fotos de Bugle de ella haciendo algunos trucos, pero Peter se negó. Enojado, ella amenazó con chantajearlo al revelar que él tomó fotos de Spider-Man, pero él la lastimó diciéndoles él mismo.
El celo de Bluebird pero la falta de experiencia le causaron problemas a Spider-Man durante las peleas con Scarlet Beetle y Electro. Sus armas de "huevo de éter" detonarían prematuramente o tendrían poco efecto, incluso permitiendo que el villano escapara. Teniendo en cuenta que tenía más problemas de los que merecía, Spider-Man permitió que los hombres del Caballero Negro la lastimaran bastante para disuadirla de interferir en sus peleas nuevamente, aunque luego se sintió arrepentido.
Magullado pero impávido, Sally y Jason se dirigieron a un área donde Spider-Man estaba peleando con el Caballero Negro, con la cámara de Sally. Tenía la intención de capturar algunos disparos de la pelea. Sin embargo, el celo de Sally terminó costándole la vida cuando le suplicó a Jason que manejara con velocidad en su auto, y los dos pasaron una luz roja. Su automóvil golpeó un autobús que se aproxima, con Jason sufriendo un leve trauma en la cabeza y la muerte de Sally.
Spider-Man se sintió horrible por esto. "Nunca volverá a reírse... Nunca volverá a inclinar la cabeza como lo hizo, descartando instantáneamente lo que sea que no quiera pensar en favor de algo nuevo. Nunca va a sonreír, nunca captará la atención de todos con algunas palabras, nunca encienda una habitación con su determinación y humor. Podría ser desagradable, incluso agresiva, pero era vital, viva y divertida y ahora se ha ido".
Durante la historia de Dead No More: The Clone Conspiracy, Sally Avril es clonada por Ben Reilly haciéndose pasar por Chacal y se la ve en el área de instalaciones de New U Technologies llamada Haven.

## Poderes y habilidades
Azulejo no poseía poderes sobrehumanos y usaba los siguientes artilugios para combatir el crimen: una cuerda de cable retráctil, botas aisladas para protegerla de la electricidad, gránulos de pintura azul y "huevos" llenos de éter. Avril también era una gimnasta habilidosa.

## En otros medios

### Televisión
- Sally Avril aparece en The Spectacular Spider-Man con la voz de Grey DeLisle.[10] Esta serie la describe como la novia de voz chillona de Randy Robertson. También es rubia, aunque su color de pelo natural en los cómics era negro (se puso una peluca rubia larga como Bluebird). Ella generalmente tiene la apariencia original de Liz Allan, que es hispana en esta serie. En voz alta, convierte a Peter en una cita en el episodio piloto y luego se enoja porque Randy no parece celoso de que él se le acerque. Se demuestra que Sally tiene algunos rasgos típicos de niña de escuela secundaria cuando se sorprende por completo de por qué una chica hermosa como Mary Jane Watson, vendría a una fiesta de graduación con el nerd, Peter Parker. Más tarde, ella trata de abatir a Mary Jane con una burla de cómo Parker la abandonó y se la ve gritarle a Glory Grant, miembro de su camarilla, por desagradar la fecha de la graduación de Harry Osborn antes de poder ofrecer su Agrupe un viaje a casa en su limusina personal. Ella vociferantemente culpa a Peter por la ruptura de Liz Allan y Flash. También se burla de Flash Thompson culto al héroe de Spidey cuando es acusado de robo a mano armada por Camaleón y sus asociados Quentin Beck y Phineas Mason. Más tarde Flash le dice a Peter, después del ataque al corazón de May Parker, que "incluso Sally siente lástima por ti", sugiriendo que tal vez ella está comenzando a ablandarse hacia él. En "Causa probable", ella está emparejada con Peter en un recorrido policial largo donde fueron conducidos por el capitán George Stacy. Ella continúa insultándolo, pero cuando el auto es atacado por los Enforcers, causando que se cuelgue y aparentemente mate a Peter (se ha cambiado a su traje de Spider-Man), Sally está realmente conmocionada y triste. Cuando él aparece vivo y bien después, ella incluso lo abraza con alivio, aunque todavía está molesta por el viaje arruinado y advierte a Peter que no le cuente a nadie sobre el abrazo.

### Cine

#### The Amazing Spider-Man serie
- El breve papel de Kelsey Chow en The Amazing Spider-Man simplemente se acredita como "Hot Girl" durante los créditos finales de la película, pero la actriz reveló a los medios de comunicación en el momento del lanzamiento de la película que su personaje es, de hecho, Sally Avril, y habría aparecido en otra entrega antes del trato de Sony con Marvel Studios. El personaje de Chow también se llama "Sally" en la novela de The Amazing Spider-Man.[11]

#### Marvel Cinematic Universe
- Sally Avril es interpretada por Isabella Amara en el UCM, y aparece en Spider-Man: Homecoming (2017).[12] Contrario a los cómics, Sally es bastante corpulenta, intelectualmente talentosa y está en el equipo de decatlón con Peter Parker. A ella no parecía importarle si Peter se quedaba o no en el equipo.
- Amara brevemente repite su papel de Sally en Avengers: Infinity War.[13] Se la ve en el autobús con Peter y Ned cuando este último hace una distracción (en la que ella y los otros estudiantes observan cómo llega la nave de Ebony Maw) para que el primero se convierta en Spider-Man. Se desconoce qué le sucedió a ella después de la aniquilación de Thanos.